# Twyfelfontein
Twyfelfontein (afrikaans: font incerta), oficialment coneguda com a ǀUi-ǁAis (damara/nama: pou d'aigua que salta), és un lloc dels antics gravats rupestres a la regió de Kunene, al nord-oest de Namíbia. Consisteix en unes fonts en una vall flanquejada pels vessants d'una taula de muntanya de pedra arenisca que rep molt poca pluja i compta amb una àmplia gamma de temperatures diürnes. Està inscrit a la llista del Patrimoni de la Humanitat des del 2007.